# Hugo Ihle
Carl Hugo Ihle (* 8. April 1856 in Pirna; † 21. Januar 1921 in Dresden-Neustadt) war ein sächsischer Generalmajor.

## Leben

### Militärkarriere
Ihle wurde am 23. Dezember 1881 zum Sekondeleutnant im 10. Infanterie-Regiment Nr. 134 der Sächsischen Armee befördert und avancierte unter Versetzung in das 11. Infanterie-Regiment Nr. 139 am 1. April 1887 zum Premierleutnant. Vom 24. Mai 1892 bis zum 18. April 1893 war er im 9. Infanterie-Regiment Nr. 133 tätig. Anschließend unter Beförderung zum Hauptmann und Stellung à la suite des 11. Infanterie-Regiments Nr. 139 zur Militär-Bau-Direktion kommandiert sowie auf den Etat des Ingenieur- und Pionier-Korps versetzt. Mitte September 1893 wurde er unter Belassung in seinem Kommando dem Regiment aggregiert. Nachdem man Ihle von diesem Kommando enthoben hatte, beauftragte man ihn am 24. Januar 1894 mit der Wahrnehmung der Geschäfte des Baukreises I. Dresden. Daran schloss sich am 17. September 1895 mit Wirkung zum 1. Oktober seine Versetzung als technischer Hilfsarbeiter zur Korps-Intendantur an. 1897 trat er mit der Ernennung zum Kompaniechef im 7. Infanterie-Regiment „Prinz Georg “Nr. 106 in den Truppendienst zurück. Mit der Beförderung zum Major am 24. Juli 1903 wurde er dem 14. Infanterie-Regiment Nr. 179 aggregiert und Ende Mai des Folgejahres zum Kommandeur des I. Bataillons ernannt. Bis 1906 erhielt Ihle das Dienstauszeichnungskreuz und das Ritterkreuz I. Klasse des Albrechts-Ordens. 1907 wurde er dem Bekleidungsamt des XIX. (II. Königlich Sächsisches) Armee-Korps zugeteilt. Nach Beförderung zum Oberstleutnant am 15. November 1908 erfolgte die Ernennung zum Vorstand des Bekleidungsamtes. Er wurde am 23. September 1911 unter gleichzeitiger Verleihung des Ritterkreuzes I. Klasse des Verdienstordens zum Oberst befördert. Im Jahr darauf erhielt er die Erlaubnis zur Annahme des Roten Adlerordens III. Klasse. In Genehmigung seines Abschiedsgesuches wurde Ihle am 11. Juni 1913 mit der Erlaubnis zum Tragen der Uniform des 14. Infanterie-Regiments Nr. 179 und mit Pension zur Disposition gestellt.
Während des Ersten Weltkriegs wurde Ihle wiederverwendet und fungierte als Kommandant der 1. Etappen-Kommandantur in Frankreich. In dieser Eigenschaft erhielt er den Charakter als Generalmajor.

### Familie
Er heiratete 1884 in Pirna Agnes Staube. Ihre Schwester war mit dem sächsischen Juristen Theodor Ohnsorge verheiratet.